# Pierre Godeau (médecin)
Pour les articles homonymes, voir Pierre Godeau et Godeau.
Pierre Godeau, né le 5 juin 1930 dans le 4e arrondissement de Paris et mort le 11 octobre 2018 à Créteil ,, est un médecin interniste. Ancien chef de service à l'Hôpital de la Salpêtrière, ancien membre du Conseil national des universités, membre titulaire de l'Académie de médecine depuis le 30 mai 2000 et auteur du célèbre Traité de médecine surnommé « le Godeau ».

## Biographie
Il est l'élève de Fred Siguier à l'Hôpital de la Pitié.

## Ouvrages
- Traité de médecine, Pierre Godeau, Serge Herson, Jean-Charles Piette, éditions Flammarion coll. « Médecine-Sciences »,  (ISBN 2-257-14286-1).
- Les Héritiers d'Hippocrate  - Mémoires d'un médecin du siècle, Pierre Godeau,  (ISBN 2-08-067786-1).
- Une aventure algérienne, Pierre Godeau.  (ISBN 2-08-068238-5).
- Rue du Pas de la Mule, éditions Fiacre.